# 斯特靈 (新澤西州)
斯特靈（英語：Stirling）是位於美國新澤西州摩里斯縣的普查規定居民點。

## 人口
根據2020年美國人口普查的數據，斯特靈的面積為6.09平方千米，當中陸地面積為6.06平方千米，而水域面積為0.03平方千米。當地共有人口2555人，而人口密度為每平方千米419.54人。